# Brometo de n-butil-hioscina
Butilbrometo de Hioscina, também conhecida como butilbrometo de escopolamina e vendida sob a denominação comercial Buscopan, é um medicamento utilizado para tratamento da dor abdominal em cólica, espasmos esofágicos, cólica renal e espasmos na bexiga. Também é utilizado para melhorar secreções respiratórias em pacientes terminais. A hioscina butilbromida pode ser administrada por via oral, intramuscular ou intravenosa.
Os efeitos colaterais podem incluir sonolência, alterações da visão, despoletando glaucoma e alergias severas. Entretanto, não é costume fazer-se notar sonolência. Não se sabe ao certo se a sua utilização é ou não segura no período de gestação. Faz parte da família dos anticolinérgicos, e não produz um efeito adverso assinalável no cérebro.
Consta na Lista de Medicamentos Essenciais da Organização Mundial de Saúde, considerados os mais eficazes e seguros para responder às necessidades de um sistema de saúde. Não se encontra disponível nos Estados Unidos. O preço de venda no mundo em desenvolvimento varia entre 0,004 e 0,11 USD por comprimido desde 2014. É manufacturado a partir de hioscina que ocorre naturalmente na planta Atropa belladonna.